# Schletterberg
Der Schletterberg ist ein 522,3 m ü. NHN hoher Berg am östlichen Rand des Wasgaus, wie der südliche Teil des Pfälzerwaldes genannt wird.

## Geographie

### Lage

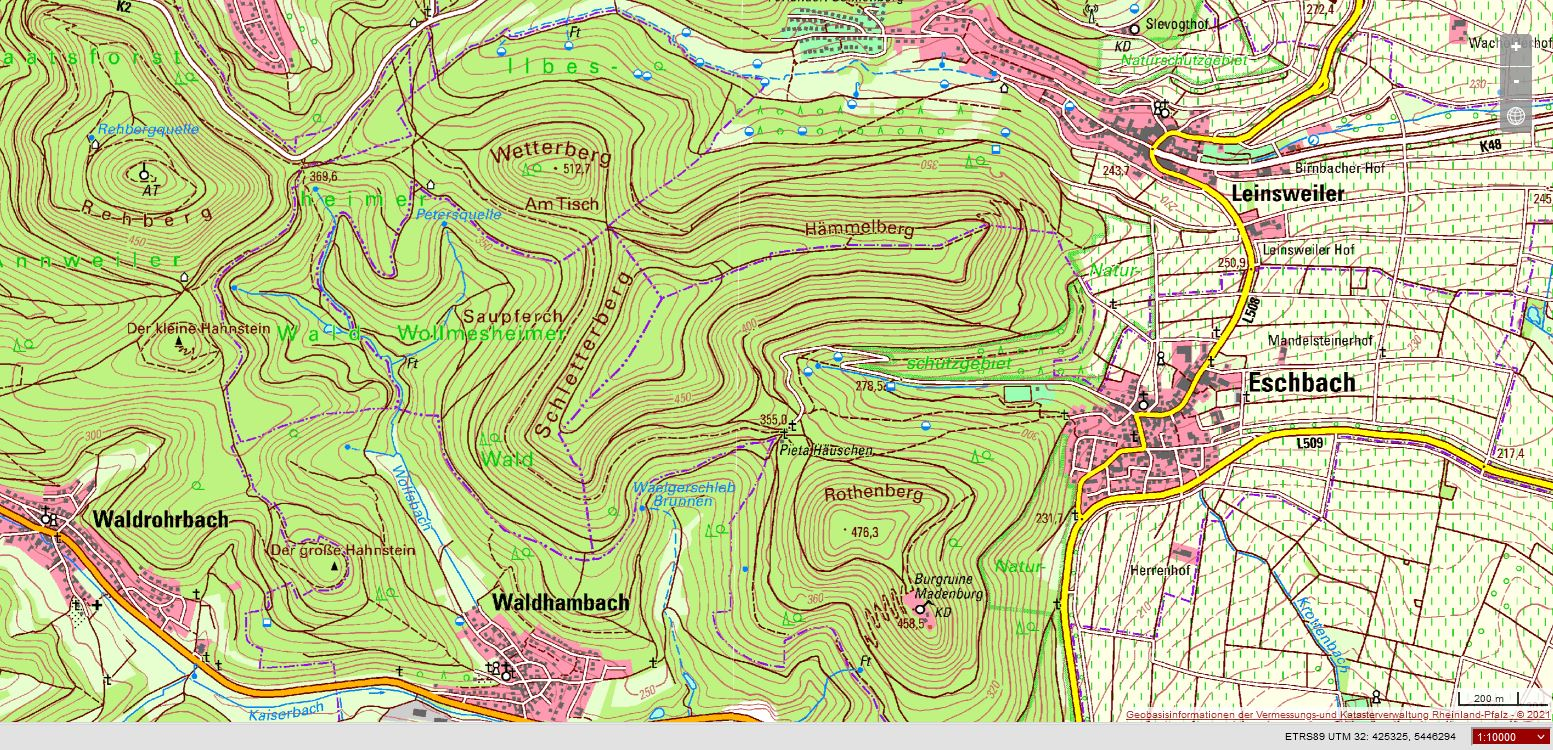

Der Schletterberg befindet sich im Osten des Wasgaus; die Ostflanke liegt auf der Gemarkung der Ortsgemeinde Eschbach, die Westflanke ist Bestandteil des Wollmesheimer Waldes, der eine Waldexklave des Landauer Stadtteils Wollmesheim bildet. Weiter südlich erstreckt sich die Ortsgemeinde Waldhambach. Benachbarte Berge in der Umgebung sind  der Wetterberg (512,7 m), der Kleine Hahnstein (451,2 m), der Rehberg (576,8 m) im Westen beziehungsweise Nordwesten und der Rothenberg (476,3 m) im Osten.

### Naturräumliche Zuordnung
Der Schletterberg gehört zum Naturraum Pfälzerwald, der in der Systematik des von Emil Meynen und Josef Schmithüsen herausgegebenen Handbuches der naturräumlichen Gliederung Deutschlands und seinen Nachfolgepublikationen als Großregion 3. Ordnung klassifiziert wird. Betrachtet man die Binnengliederung des Naturraums, so gehört der Rothenberg zum Wasgau.
Zusammenfassend folgt die naturräumliche Zuordnung des Schletterbergs damit folgender Systematik:
1. Großregion 1. Ordnung: Schichtstufenland beiderseits des Oberrheingrabens
2. Großregion 2. Ordnung: Pfälzisch-saarländisches Schichtstufenland
3. Großregion 3. Ordnung: Pfälzerwald
4. Region 4. Ordnung (Haupteinheit): Wasgau
5. Region 5. Ordnung: östlicher Teil des Wasgaus

## Charakteristika
Der Schletterberg ist ein etwa zwei Kilometer langer Rückenberg. Der Hauptgipfel mit 522,3 m befindet sich am Südwestende. Ein 518,3 m hoher Nebengipfel liegt etwa 250 Meter nordöstlich. Nach Osten hin läuft der Bergrücken über den Hämmelberg (504,5 m) aus.

## Kultur
Im Sattel zwischen Wetterberg und Schletterberg befindet sich der Ritterstein 44 Am Tisch – Alte Geraide-Gerichtsstätte, im Sattel zum Rothenberg die Rittersteine 41 Prinzenweg 1911 und 43 Cramerpfad 1904, sowie eine kleine Waldkapelle, die auch als Pieta-Häuschen bezeichnet wird, und am Südhang der Ritterstein 297 Loogfels Wächterstein.

## Tourismus
Ein möglicher Ausgangspunkt für Wanderungen stellt der Waldparkplatz zwischen Schletterberg und Rothenberg dar. Über den Berg verlaufen unter anderem der Prädikatswanderweg Pfälzer Weinsteig, der Themenwanderweg Pfälzer Keschdeweg und der zu den sogenannten Saar-Rhein Wanderwegen zählende Weg mit der Kennzeichnung Schwarzer Punkt auf weißem Balken, der von Saarbrücken bis nach Rülzheim führt.